# Eucalyptus staeri
Eucalyptus staeri är en myrtenväxtart som först beskrevs av Joseph Henry Maiden, och fick sitt nu gällande namn av Stephen Lackey Kessell och C. Gardner. Eucalyptus staeri ingår i släktet Eucalyptus och familjen myrtenväxter. Inga underarter finns listade i Catalogue of Life.